# Zoom Europa

Zoom Europa est une émission de télévision franco-allemande hebdomadaire, qui fut diffusée sur Arte de janvier 2007 à décembre 2009 (129 émissions).
L'émission de reportages est présentée par Bruno Duvic.
Cette émission propose un coup de projecteur sur l’évolution de la société, de la culture, de la politique et de l’économie en Europe. Celle-ci ne se limite pas au territoire de l’Union européenne, elle embrasse tout le continent, de l’Atlantique à l’Oural, voire dépasse ces frontières. 
Les reportages s’attachent à la vie quotidienne sur l’Europe au travers d’exemples concrets et donnent un éclairage authentique des pays européens.

## Site externe
- Site officiel